# Sergio Camello
Sergio Camello Pérez (Madrid, 10 febbraio 2001) è un calciatore spagnolo, attaccante del Rayo Vallecano.

## Biografia
Ha un fratello gemello Gonzalo, con cui ha giocato all'Atlético Madrid tra il 2009 e il 2021. Anche suo zio Mauri Camello è stato un calciatore e negli anni '80 ha vestito la maglia dell'Atletico Madrileño.

## Carriera

### Club

#### Atlético Madrid
Nato a Madrid, è cresciuto nelle giovanili Las Encinas de Boadilla, squadra madrilena, da cui nel 2009 è passato a quelle dell'Atlético Madrid.
Dopo aver fatto tutta la trafila delle giovanili il 23 settembre 2018 ha debuttato con la seconda squadra nella Segunda División B, in occasione della vittoria contro il Navalcarnero. Divenuto un titolare ha segnato sei reti in 16 presenze, tra cui una doppietta contro il Pontevedra, grazie alle quali il 18 maggio 2019 debutta in prima squadra - e ne LaLiga - subentrando a gara in corso a Thomas Partey e segnando il gol del definitivo 2-2 contro il Levante, diventando contestualmente il primo calciatore colchoneros nato nel XXI secolo a segnare una rete.
Nei due anni successivi continua a giocare tra seconda e prima squadra totalizzando cumulativamente diciassette reti in 61 presenze.

#### Mirandés
Il 31 agosto 2021 viene acquistato a titolo temporaneo dal Mirandés, con cui ha debuttato in Segunda División il 5 settembre seguente nella vittoria per 4-2 contro il Las Palmas, nella quale ha messo a segno anche le prime due reti con il club. Sin da subito si rivela un titolare inamovibile e grazie a questo riesce a concludere la stagione con 15 marcature, tra cui due doppiette contro Lugo (3-2) e Ponferradina (3-1) oltre a quella messa a segno all'esordio, aiutando inoltre la squadra a raggiungere una tranquilla salvezza.

#### Rayo Vallecano
Concluso il prestito e tornato ai colchoneros, il 3 agosto 2022 rinnova il proprio contratto fino al 2026, prima di essere ceduto nuovamente a titolo temporaneo al Rayo Vallecano. Dieci giorni dopo ha debuttato con la maglia rayistas nel pareggio a reti inviolate contro il Barcellona, valido per la prima giornata di campionato; mentre il 3 ottobre seguente ha trovato la prima rete in maglia rayistas, aprendo le marcature nella gara vinta per 2-1 contro l'Elche.

### Nazionale
Dopo aver rappresentato la Spagna a livello giovanile dall'Under-16 all'Under-19, il 12 novembre 2021 ha debuttato con l'Under-21 contro i pari età del Malta.
Proprio con la formazione Under-21 nel giugno 2023 viene convocato per prendere parte all'europeo di categoria, concluso con una sconfitta in finale contro l'Inghilterra.
Nel giugno 2024 riceve la convocazione da parte della nazionale olimpica spagnola per prendere parte alle Olimpiadi di Parigi.
Nel corso prende parte soltanto a due gare: una sconfitta nella fase a giorni contro l'Egitto e la finale per la medaglia d’oro contro i padroni di casa della Francia.
In quest'ultima gara, subentrato a fine secondo tempo ad Abel Ruiz, si rivela decisivo ai tempi supplementari nella quale mette a segno una doppietta che permetta alla Spagna di prevalere con il risultato finale di 3-5.

## Statistiche

### Presenze e reti nei club
Statistiche aggiornate al 7 febbraio 2025.
| Stagione                 | Squadra                  | Campionato               | Campionato | Campionato | Coppe nazionali | Coppe nazionali | Coppe nazionali | Coppe continentali | Coppe continentali | Coppe continentali | Altre coppe | Altre coppe | Altre coppe | Totale | Totale |
| Stagione                 | Squadra                  | Comp                     | Pres       | Reti       | Comp            | Pres            | Reti            | Comp               | Pres               | Reti               | Comp        | Pres        | Reti        | Pres   | Reti   |
| ------------------------ | ------------------------ | ------------------------ | ---------- | ---------- | --------------- | --------------- | --------------- | ------------------ | ------------------ | ------------------ | ----------- | ----------- | ----------- | ------ | ------ |
| 2018-2019                | Atlético Madrid B        | SDB                      | 16+2       | 6          |                 | -               | -               |                    | -                  | -                  |             | -           | -           | 18     | 6      |
| 2019-2020                | Atlético Madrid B        | SDB                      | 16+1       | 5          |                 | -               | -               |                    | -                  | -                  |             | -           | -           | 17     | 5      |
| 2020-2021                | Atlético Madrid B        | SDB                      | 23         | 5          |                 | -               | -               |                    | -                  | -                  |             | -           | -           | 23     | 5      |
| Totale Atlético Madrid B | Totale Atlético Madrid B | Totale Atlético Madrid B | 55         | 16         |                 | 0               | 0               |                    | 0                  | 0                  |             | 0           | 0           | 0      | 0      |
| 2018-2019                | Atlético Madrid          | PD                       | 1          | 1          | CR              | 0               | 0               | UCL                | 0                  | 0                  | SU          | 0           | 0           | 1      | 1      |
| 2019-2020                | Atlético Madrid          | PD                       | 2          | 0          | CR              | 1               | 0               | UCL                | 0                  | 0                  | SS          | 0           | 0           | 3      | 0      |
| 2020-2021                | Atlético Madrid          | PD                       | 0          | 0          | CR              | 1               | 0               | UCL                | 1                  | 0                  |             | -           | -           | 2      | 0      |
| Totale Atlético Madrid   | Totale Atlético Madrid   | Totale Atlético Madrid   | 3          | 1          |                 | 2               | 0               |                    | 1                  | 0                  |             | 0           | 0           | 6      | 1      |
| 2021-2022                | Mirandés                 | SD                       | 25         | 10         | CR              | 1               | 0               |                    | -                  | -                  |             | -           | -           | 26     | 10     |
| 2022-2023                | Rayo Vallecano           | PD                       | 38         | 6          | CR              | 3               | 1               |                    | -                  | -                  |             | -           | -           | 41     | 7      |
| 2023-2024                | Rayo Vallecano           | PD                       | 31         | 3          | CR              | 2               | 1               |                    | -                  | -                  |             | -           | -           | 33     | 4      |
| 2024-2025                | Rayo Vallecano           | PD                       | 23         | 3          | CR              | 2               | 0               |                    | -                  | -                  |             | -           | -           | 25     | 3      |
| Totale Rayo Vallecano    | Totale Rayo Vallecano    | Totale Rayo Vallecano    | 92         | 12         |                 | 7               | 2               |                    | 0                  | 0                  |             | 0           | 0           | 99     | 14     |
| Totale carriera          | Totale carriera          | Totale carriera          | 175        | 39         |                 | 10              | 2               |                    | 1                  | 0                  |             | 0           | 0           | 186    | 41     |

### Cronologia presenze e reti in nazionale
| Cronologia completa delle presenze e delle reti in nazionale ― Spagna Olimpica | Cronologia completa delle presenze e delle reti in nazionale ― Spagna Olimpica | Cronologia completa delle presenze e delle reti in nazionale ― Spagna Olimpica | Cronologia completa delle presenze e delle reti in nazionale ― Spagna Olimpica | Cronologia completa delle presenze e delle reti in nazionale ― Spagna Olimpica | Cronologia completa delle presenze e delle reti in nazionale ― Spagna Olimpica | Cronologia completa delle presenze e delle reti in nazionale ― Spagna Olimpica | Cronologia completa delle presenze e delle reti in nazionale ― Spagna Olimpica |
| Data                                                                           | Città                                                                          | In casa                                                                        | Risultato                                                                      | Ospiti                                                                         | Competizione                                                                   | Reti                                                                           | Note                                                                           |
| ------------------------------------------------------------------------------ | ------------------------------------------------------------------------------ | ------------------------------------------------------------------------------ | ------------------------------------------------------------------------------ | ------------------------------------------------------------------------------ | ------------------------------------------------------------------------------ | ------------------------------------------------------------------------------ | ------------------------------------------------------------------------------ |
| 30-7-2024                                                                      | Bordeaux                                                                       | Spagna olimpica                                                                | 0 – 0                                                                          | Egitto olimpica                                                                | Olimpiadi 2024 - 1º turno                                                      | -                                                                              | Cap.                                                                           |
| 9-8-2024                                                                       | Parigi                                                                         | Francia olimpica                                                               | 3 – 5 dts                                                                      | Spagna olimpica                                                                | Olimpiadi 2024 - Finale                                                        | 2                                                                              | 83’ 120+2’                                                                     |
| Totale                                                                         |                                                                                | Presenze                                                                       | 2                                                                              |                                                                                | Reti                                                                           | 2                                                                              |                                                                                |

## Palmarès

### Nazionale
- Oro olimpico: 1

Parigi 2024